# ×Leymotrigia
× Leymotrigia là một chi thực vật có hoa trong họ Hòa thảo (Poaceae).

## Loài
Chi × Leymotrigia gồm các loài: